# Tipula (Platytipula) moiwana
Tipula (Platytipula) moiwana is een tweevleugelige uit de familie langpootmuggen (Tipulidae). De soort komt voor in het Palearctisch gebied.